# 岩倉市

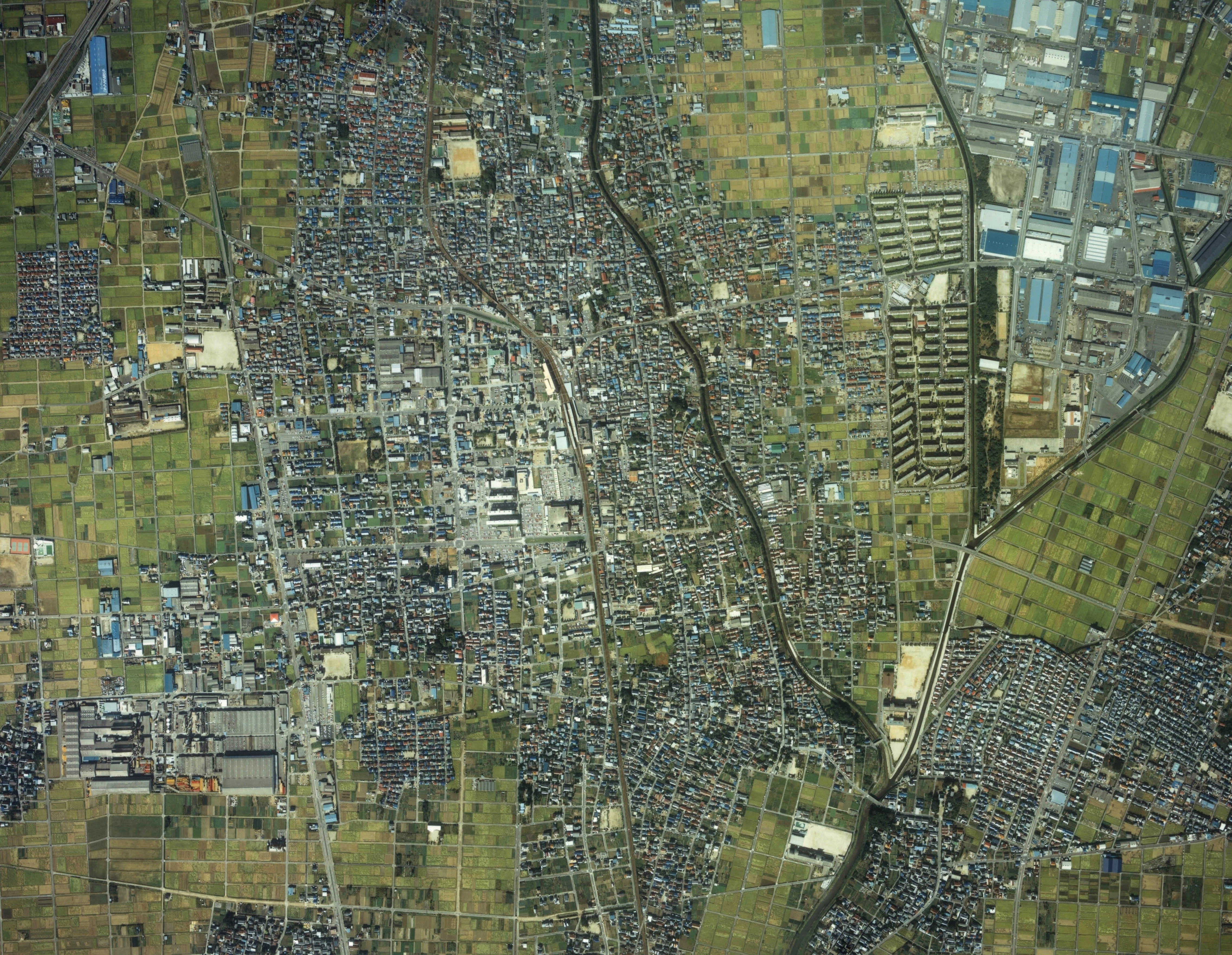
岩倉市中心部周辺の空中写真。1987年撮影の2枚を合成作成。。

岩倉市（いわくらし）は、愛知県の北西部に位置する市。県内で最も面積の狭い市（以下、高浜市、知立市と続く）で、全国でも10番目に面積が狭い市である。

## 地理
濃尾平野のほぼ中央に位置し、木曽川水系の扇状地の上にある。標高も7.5～12.5メートルと平坦な土地である。市の中心部を北から南へゆっくりと五条川が流れている。
名古屋市の北西10km圏にある。名古屋市と犬山市を結ぶ名鉄犬山線が通り、両市のほぼ中間に位置している。市の最北部を名神高速道路が通り、東の小牧IC、西の一宮ICのほぼ中間でもある。
そのため市内には流通関係の拠点が多数存在する。

### 河川
- 五条川
- 巾下川 - 南部中学校の南側で、五条川と合流。
- 矢戸川 - 南部中学校の北側で、巾下川と合流。

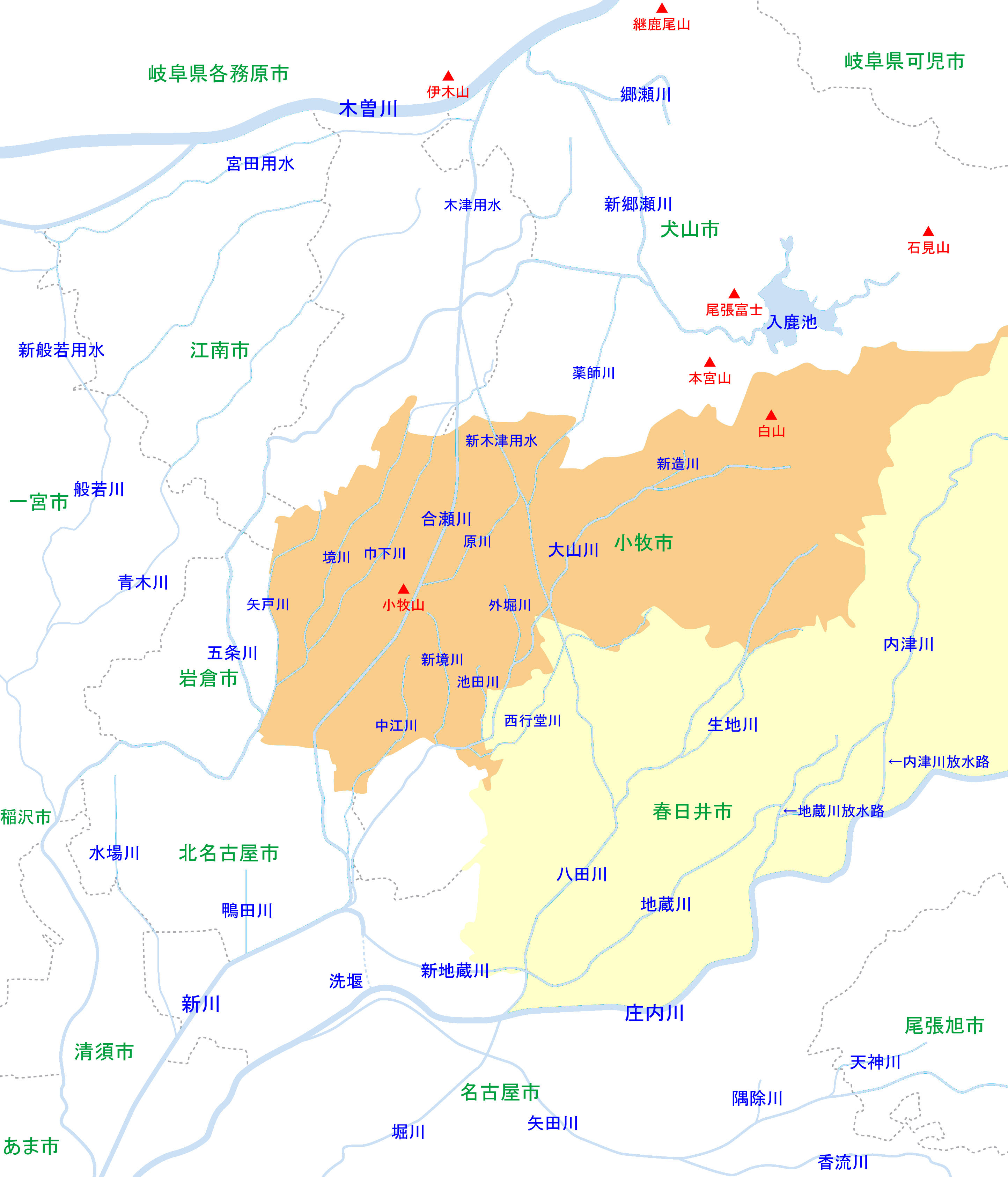
小牧市・春日井市周辺河川の位置関係図

### 市内の町名
市制施行の際大字岩倉（旧岩倉町）はいくつかの町名に再編され、大字宮前（1967年岩倉の一部より成立）と旧島野村・旧豊秋村・旧幼村の区域の各大字は「大字○○」から「○○町」に置き換わっている。
- 宮前町
- 大市場町（市制施行時岩倉の一部より成立）
- 下本町（市制施行時岩倉の一部より成立）
- 中本町（市制施行時岩倉の一部より成立）
- 東町（市制施行時岩倉の一部より成立）
- 中野町（市制施行時岩倉の一部より成立）
- 本町（市制施行時岩倉の一部より成立）
- 西市町（市制施行時岩倉の一部より成立）
- 東新町（市制施行時岩倉の一部より成立）
- 鈴井町（市制施行時岩倉の一部より成立）
- 泉町（市制施行時岩倉の一部より成立）
- 北島町（旧島野村）
- 野寄町（旧島野村）
- 曽野町（旧豊秋村、1972年一部が小牧市に編入）
- 稲荷町（旧豊秋村）
- 南新町（市制施行時稲荷の一部より成立）
- 大地町（旧豊秋村）
- 川井町（旧豊秋村）
- 大山寺町（旧豊秋村）
- 八剱町（旧幼村、1978年一部が江南市に編入）
- 井上町（旧幼村、1973年一部が江南市に編入）
- 石仏町（旧幼村）
- 神野町（旧幼村）
- 芝原町（1969年一宮市千秋町芝原の一部より編入、1972年石仏町に編入され消滅）
- 町屋町（1969年一宮市千秋町町屋の一部より編入、1972年石仏町に編入され消滅）
- 旭町（1975年、下本町・大地町の各一部より成立）
- 栄町（1976年、本町・下本町・大地町の各一部より成立）
- 昭和町（1976年、下本町・稲荷町の各一部より成立）
- 中央町（1976年、本町・西市町・大地町・東町の各一部より成立）
- 新柳町（1976年、本町・西市町・大地町の各一部より成立）
- 大地新町（1976年、大地町の一部より成立）
- 稲荷町羽根（1990年代、稲荷町などの一部より成立）
- 大山寺元町（1990年代、大山寺町の一部より成立）
- 大山寺本町（1990年代、大山寺町の一部より成立）

### 人口
人口は県内の市では弥富市、新城市、高浜市に次いで4番目に少ない。しかし人口密度は名古屋市、海部郡大治町、北名古屋市に次いで、県内で4番目に高い。ブラジル人の比率が5%となっており、西尾張地区では1位の数字である。
| |                                        |  |
| 岩倉市と全国の年齢別人口分布（2005年） | 岩倉市の年齢・男女別人口分布（2005年） |  |
| ■紫色 ― 岩倉市 ■緑色 ― 日本全国 | ■青色 ― 男性 ■赤色 ― 女性              |  |
| 岩倉市（に相当する地域）の人口の推移 \| 1970年（昭和45年） \| 33,843人 \| \| \| 1975年（昭和50年） \| 41,935人 \| \| \| 1980年（昭和55年） \| 42,800人 \| \| \| 1985年（昭和60年） \| 42,508人 \| \| \| 1990年（平成2年） \| 43,807人 \| \| \| 1995年（平成7年） \| 46,175人 \| \| \| 2000年（平成12年） \| 46,906人 \| \| \| 2005年（平成17年） \| 47,926人 \| \| \| 2010年（平成22年） \| 47,340人 \| \| \| 2015年（平成27年） \| 47,562人 \| \| \| 2020年（令和2年） \| 47,983人 \| \| |                                        |  |
| 総務省統計局 国勢調査より |                                        |  |
| 1970年（昭和45年） | 33,843人                               |  |
| 1975年（昭和50年） | 41,935人                               |  |
| 1980年（昭和55年） | 42,800人                               |  |
| 1985年（昭和60年） | 42,508人                               |  |
| 1990年（平成2年） | 43,807人                               |  |
| 1995年（平成7年） | 46,175人                               |  |
| 2000年（平成12年） | 46,906人                               |  |
| 2005年（平成17年） | 47,926人                               |  |
| 2010年（平成22年） | 47,340人                               |  |
| 2015年（平成27年） | 47,562人                               |  |
| 2020年（令和2年） | 47,983人                               |  |

### 隣接している自治体
愛知県
- 一宮市
- 江南市
- 小牧市
- 北名古屋市

## 歴史

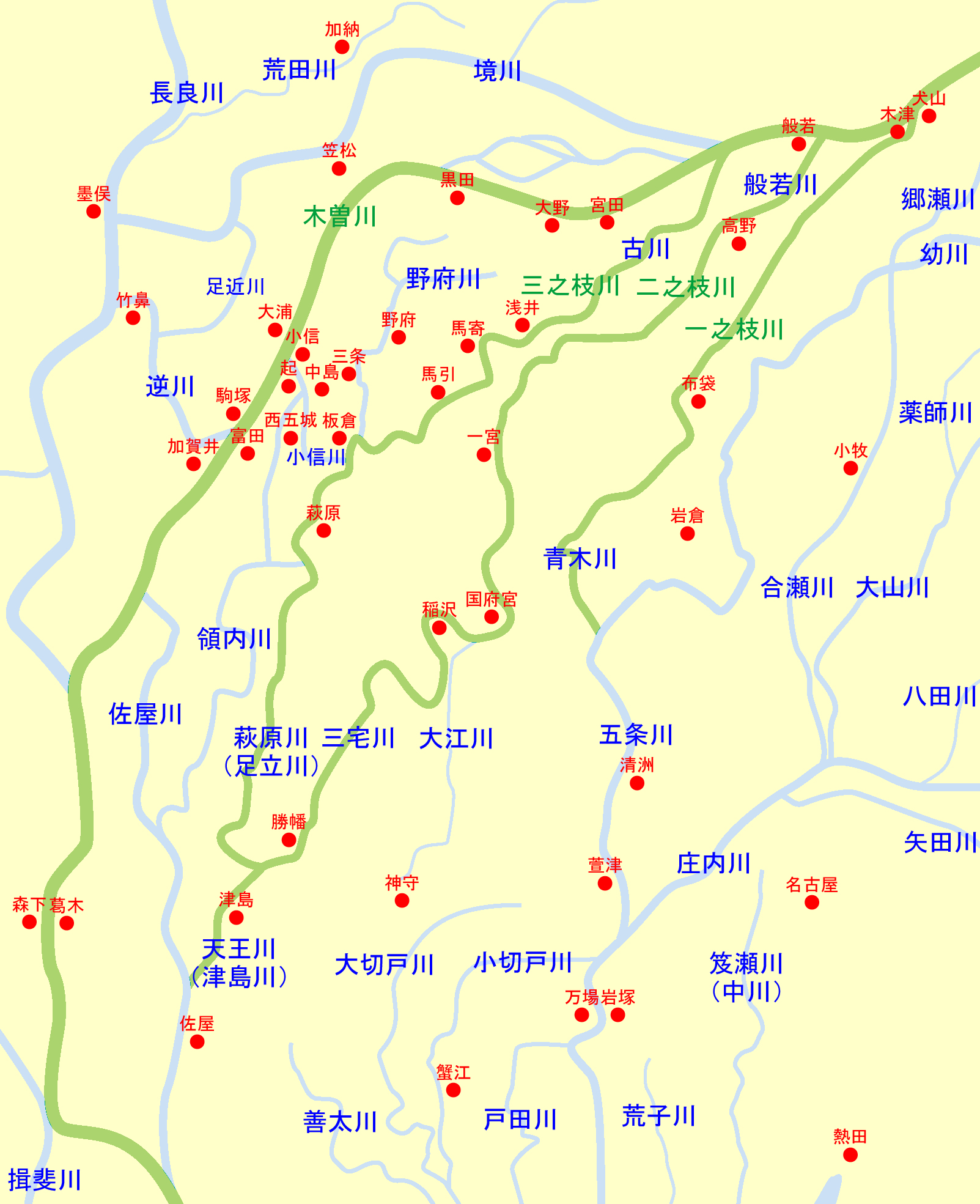
江戸時代初期の周辺地域の様子（緑は木曽川本川および主要派川）
岩倉は木曽川主要派川の一之枝川（青木川）と、五条川の間に位置した

かつては、木曽川が形成した犬山扇状地扇端の自然堤防上に発達した集落である。縄文、弥生の遺跡が市内に点在。鎌倉、室町時代は荘園として発展。戦国時代に岩倉城が織田伊勢守の居城となり尾張北部の中心的存在であった。しかし、1559年、尾張南部の領袖であった織田信長に攻められ落城。この時、後に土佐藩主となった山内一豊の父、盛豊が落命したと言われており、山内一豊ゆかりの地である。明治・大正時代には養蚕、養鶏が地域経済を支えた。現在、ゆで卵の生産は日本一である。第二次世界大戦時は、一宮市等からの学童疎開を受け入れた。全国10番目の面積狭小の市域の中心を名古屋鉄道犬山線が通り、名古屋駅まで10数分の地の利から昭和30年代後半から名古屋市のベッドタウンとして発展した。

### 沿革
- 1889年（明治22年）の市町村制施行時当時の丹羽郡岩倉村・豊秋村・島野村・幼村がベースとなっている。
- 1892年（明治25年）岩倉村が岩倉町に。
- 1906年5月1日幼村の一部を除いたこの1町3村が合併して、現在と同じ市域の岩倉町となる。
- 1971年12月1日に市制施行し現在の岩倉市となった。

| 郡       | 明治22年以前 | 明治22年10月1日 | 明治23年 - 明治45年         | 明治23年 - 明治45年        | 大正1年 - 大正15年 | 昭和1年 - 現在              |
| -------- | ------------ | --------------- | --------------------------- | -------------------------- | ------------------ | --------------------------- |
| 丹 羽 郡 | 岩倉村       | 岩倉村          | 明治25年4月18日 町制 岩倉町 | 明治39年5月1日 合併 岩倉町 | 岩倉町             | 昭和46年12月1日 市制 岩倉市 |
| 丹 羽 郡 | 北島村       | 島野村          | 島野村                      | 明治39年5月1日 合併 岩倉町 | 岩倉町             | 昭和46年12月1日 市制 岩倉市 |
| 丹 羽 郡 | 野寄村       | 島野村          | 島野村                      | 明治39年5月1日 合併 岩倉町 | 岩倉町             | 昭和46年12月1日 市制 岩倉市 |
| 丹 羽 郡 | 大地村       | 豊秋村          | 豊秋村                      | 明治39年5月1日 合併 岩倉町 | 岩倉町             | 昭和46年12月1日 市制 岩倉市 |
| 丹 羽 郡 | 曽野村       | 豊秋村          | 豊秋村                      | 明治39年5月1日 合併 岩倉町 | 岩倉町             | 昭和46年12月1日 市制 岩倉市 |
| 丹 羽 郡 | 岩倉羽根村   | 豊秋村          | 豊秋村                      | 明治39年5月1日 合併 岩倉町 | 岩倉町             | 昭和46年12月1日 市制 岩倉市 |
| 丹 羽 郡 | 大山寺村     | 豊秋村          | 豊秋村                      | 明治39年5月1日 合併 岩倉町 | 岩倉町             | 昭和46年12月1日 市制 岩倉市 |
| 丹 羽 郡 | 川井村       | 豊秋村          | 豊秋村                      | 明治39年5月1日 合併 岩倉町 | 岩倉町             | 昭和46年12月1日 市制 岩倉市 |
| 丹 羽 郡 | 石仏村       | 幼村            | 幼村                        | 明治39年5月1日 合併 岩倉町 | 岩倉町             | 昭和46年12月1日 市制 岩倉市 |
| 丹 羽 郡 | 神野村       | 幼村            | 幼村                        | 明治39年5月1日 合併 岩倉町 | 岩倉町             | 昭和46年12月1日 市制 岩倉市 |
| 丹 羽 郡 | 八剱村       | 幼村            | 幼村                        | 明治39年5月1日 合併 岩倉町 | 岩倉町             | 昭和46年12月1日 市制 岩倉市 |
| 丹 羽 郡 | 井上村       | 幼村            | 幼村                        | 明治39年5月1日 合併 岩倉町 | 岩倉町             | 昭和46年12月1日 市制 岩倉市 |
| 丹 羽 郡 | 加納馬場村   | 幼村            | 幼村                        | 千秋村                     | 千秋村             | 昭和30年4月7日 編入 一宮市  |
| 丹 羽 郡 | 芝原村       | 幼村            | 幼村                        | 千秋村                     | 千秋村             | 昭和30年4月7日 編入 一宮市  |

## 行政

### 市長
- 市長：久保田桂朗（2017年1月29日就任、3期目）

| 代   | 氏名       | 就任日        | 退任日        | 備考       |
| ---- | ---------- | ------------- | ------------- | ---------- |
| 初代 | 榊原順次郎 | 1971年12月1日 | 1973年7月4日  | 元岩倉町長 |
| 2代  | 伊藤民男   | 1973年7月29日 | 1977年4月5日  |            |
| 3代  | 丹羽孝     | 1977年5月22日 | 1985年5月21日 |            |
| 4代  | 成瀬三郎   | 1985年5月22日 |               |            |
| 5代  | 石黒靖明   | 1989年1月29日 | 2009年1月28日 |            |
| 6代  | 片岡恵一   | 2009年1月29日 | 2017年1月28日 |            |
| 7代  | 久保田桂朗 | 2017年1月29日 | 現職          |            |

出典。

## 議会

### 愛知県議会
- 選挙区：岩倉市選挙区
- 定数：1人
- 任期：2023年4月30日 - 2027年4月29日
- 投票日：2023年4月9日
- 当日有権者数：37,628人
- 投票率：32.49％

| 候補者名 | 当落 | 年齢 | 所属党派   | 新旧別 | 得票数  |
| -------- | ---- | ---- | ---------- | ------ | ------- |
| 高桑敏直 | 当   | 64   | 自由民主党 | 現     | 6,560票 |
| 堀巌     | 落   | 61   | 無所属     | 新     | 5,333票 |

### 衆議院
- 選挙区：愛知10区 （一宮市、岩倉市）
- 任期：2024年10月27日 - 2028年10月26日
- 投票日：2024年10月27日
- 当日有権者数：350,570人（一宮市312,611人、岩倉市37,959人）[5]
- 投票率：50.79％（一宮市50.62％、岩倉市52.21％）

| 当落 | 候補者名 | 年齢 | 所属党派     | 新旧別 | 得票数   | 重複 |
| ---- | -------- | ---- | ------------ | ------ | -------- | ---- |
| 当   | 藤原規眞 | 46   | 立憲民主党   | 新     | 59,691票 | ○    |
| 比当 | 若山慎司 | 51   | 自由民主党   | 新     | 59,529票 | ○    |
| 比当 | 杉本和巳 | 64   | 日本維新の会 | 前     | 52,957票 | ○    |

## 施設

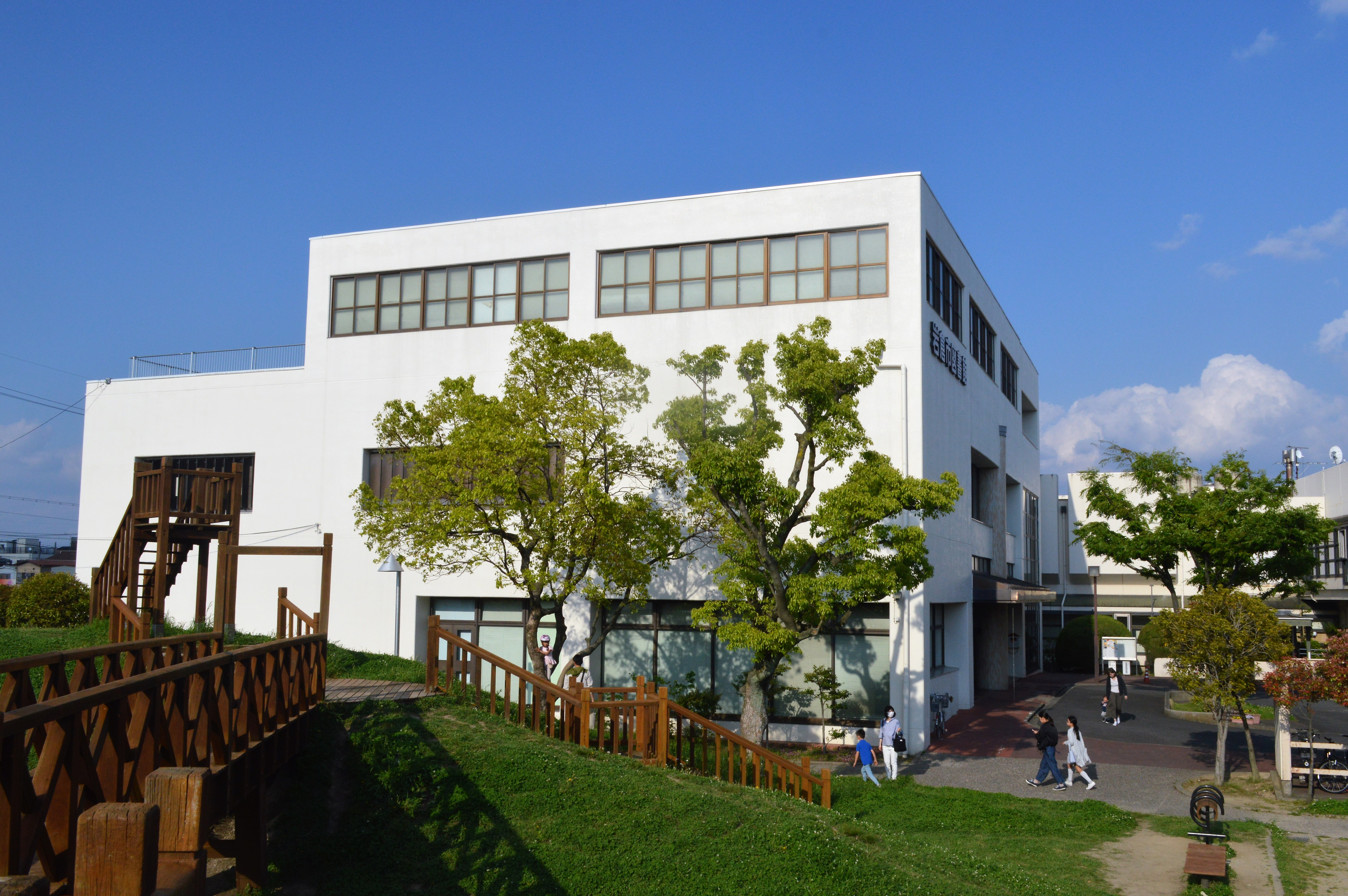
岩倉市図書館と辻田公園

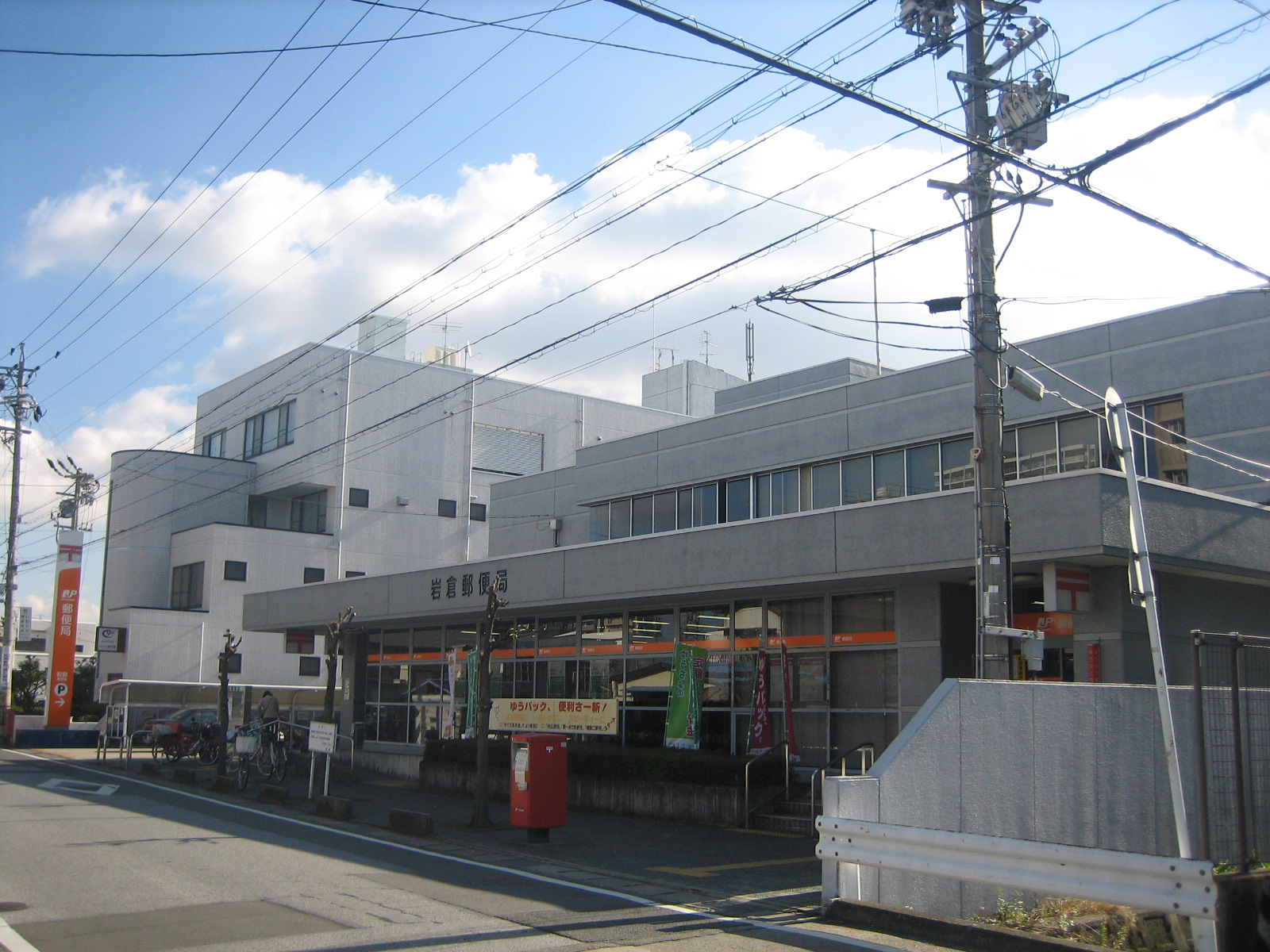
岩倉郵便局

### 警察
- 江南警察署岩倉幹部交番（岩倉市中央町2丁目）

### 消防
- 岩倉市消防本部

### 医療
市内に拠点となる総合病院は存在しない。
主な病院
- 医療法人知邑舎岩倉病院

### 図書館
主な図書館
- 岩倉市図書館

### 郵便局
主な郵便局
- 岩倉郵便局

### 文化施設
主な文化施設
- 愛北クリーンセンター
- 岩倉市民プラザ
- 岩倉市生涯学習センター
- 五条川右岸浄化センター
- さんごホール
- 地域交流センターくすのきの家
- 野寄町公会堂

### 運動
- 岩倉市総合体育文化センター
- 岩倉市 野寄テニスコート

## 経済

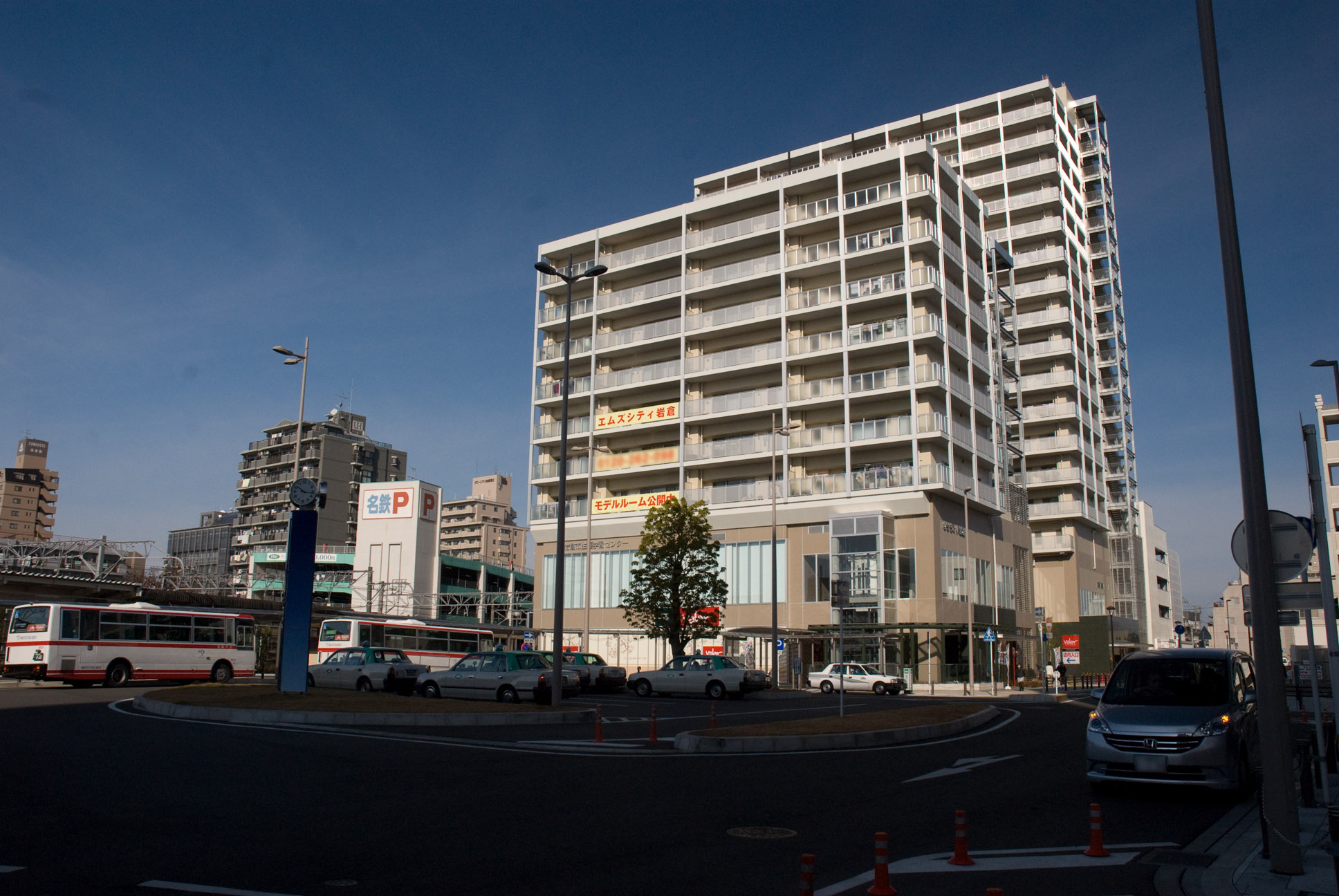
サクランド岩倉（岩倉駅前再開発ビル）

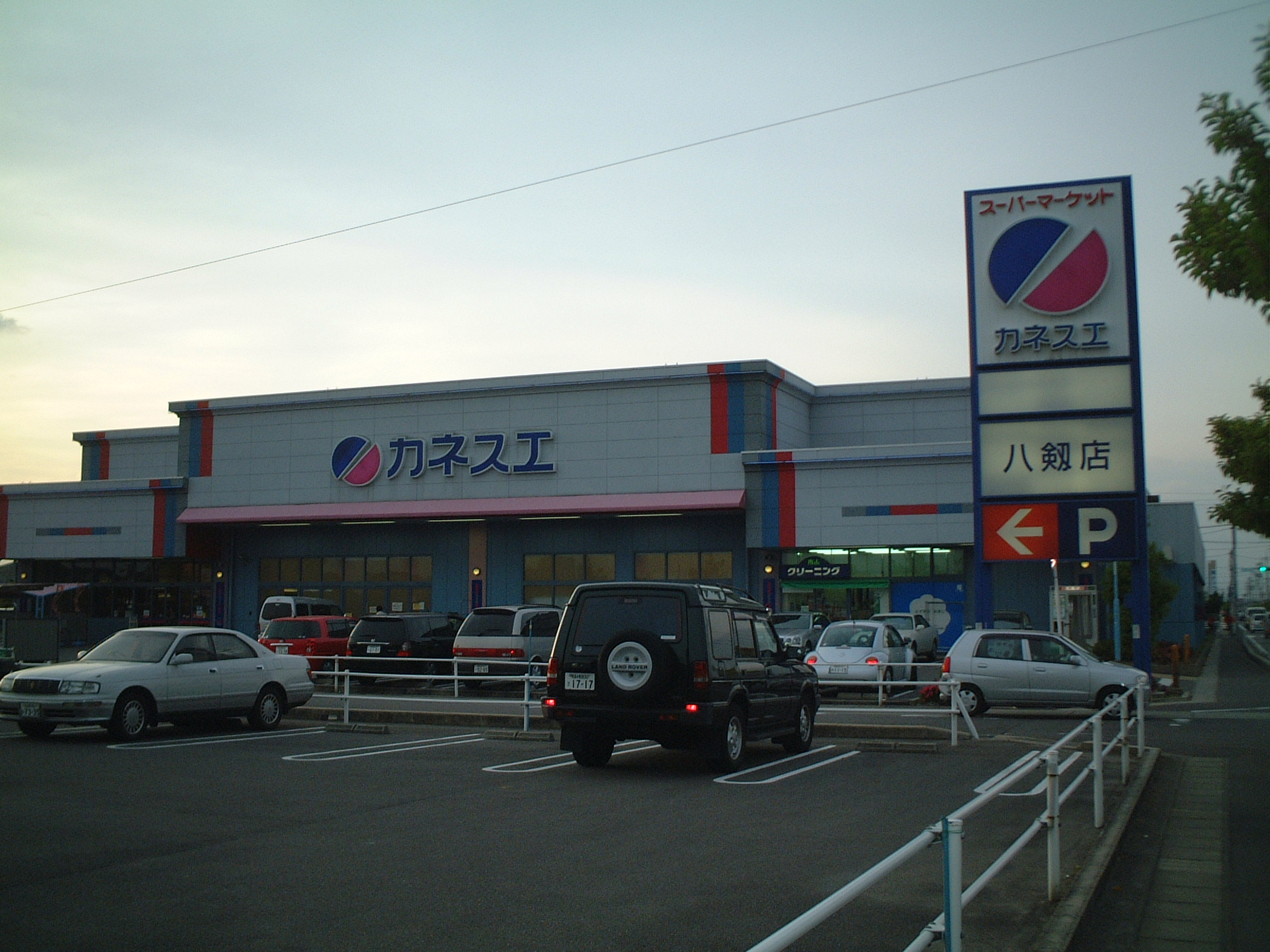
カネスエ八剱店

### 工業
市内に本社を置く主な企業
- 石塚硝子

市内に拠点を置く主な企業
- キューピータマゴ八剱工場
- 杉山工業
- 中部電力岩倉センター
- 中部日本倉庫
- 日清工業
- ミヨシ油脂名古屋工場
- ヤクルト岩倉センター

### 商業
主な商業施設
- アピタパワー岩倉店
- カネスエ八剱店
- コープいわくら
- サクランド岩倉
- 生鮮館やまひこ岩倉店
- DCM21岩倉店
- トップワン岩倉店
- ナフコ不二屋岩倉店
- バロー岩倉店
- ピアゴ八剱店

## 姉妹都市・提携都市

### 海外
フレンドシップ相手国
2005年に開催された愛知万博で、愛知県内の市町村（名古屋市を除く）が120の万博公式参加国をそれぞれ「一市町村一国フレンドシップ事業」としてフレンドシップ相手国として迎え入れた。
- キューバ共和国

### 日本国内
姉妹都市
- 大野市（福井県）
2007年（平成19年）1月17日 旧大野郡和泉村と1996年9月30日に友好都市提携をし、関係を引き継ぎ姉妹都市提携

## 教育

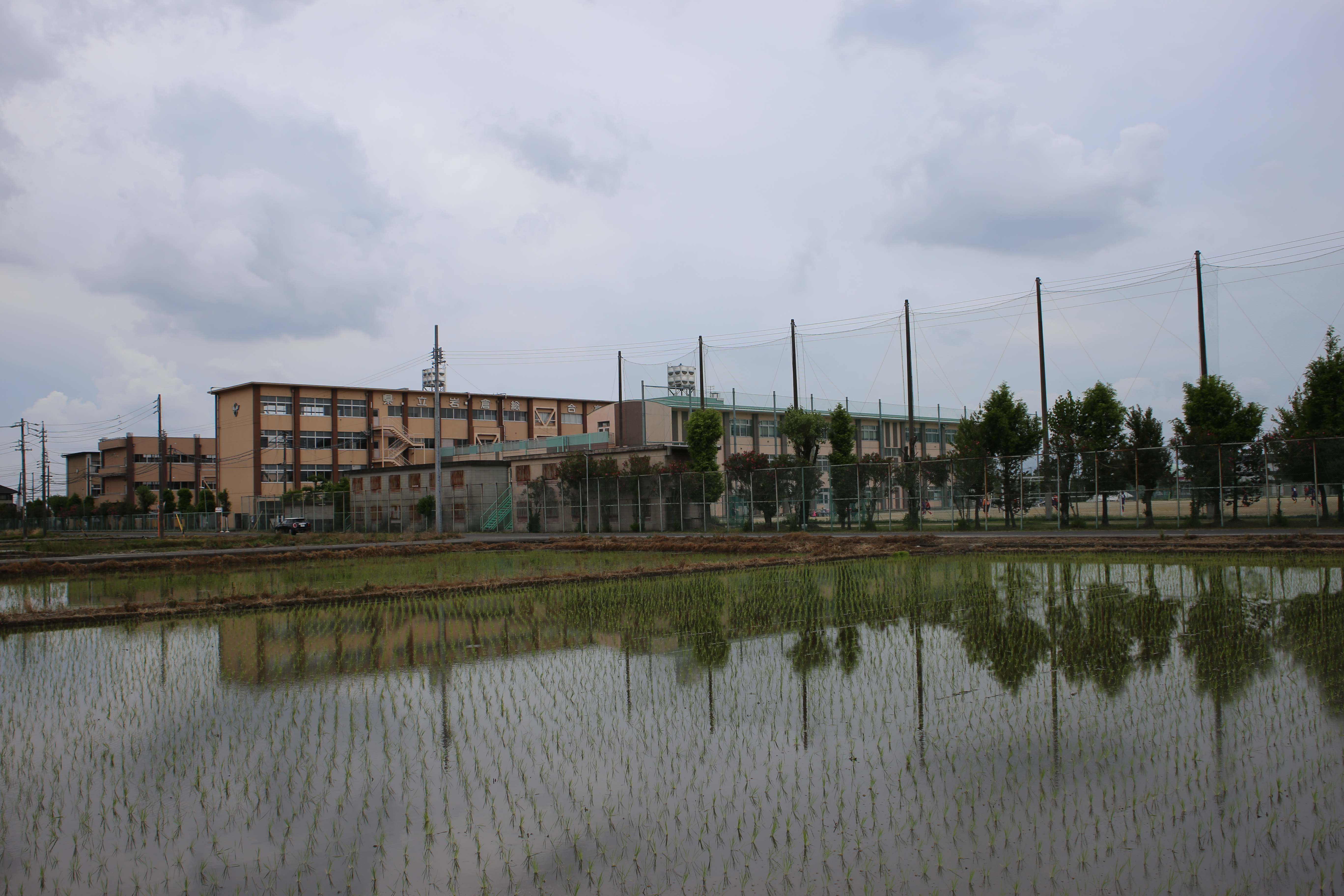
愛知県立岩倉総合高等学校

### 高等学校
県立
- 愛知県立岩倉総合高等学校

### 中学校
市立
- 岩倉市立岩倉中学校
- 岩倉市立南部中学校（岩倉中学から分割新設）

### 小学校
市立
- 岩倉市立岩倉北小学校
- 岩倉市立岩倉南小学校
- 岩倉市立岩倉東小学校
- 岩倉市立五条川小学校（岩倉北小学校から分割新設）
- 岩倉市立曽野小学校（岩倉南小学校から分割新設）

## 生活基盤
- 市外局番は市内全域で0587（一宮MA）が使用される。
  - 同じ市外局番の稲沢市、江南市、丹羽郡と市外局番が0586の一宮市、各務原市川島町とは市内通話扱いとなる。
  - 市内局番は、主に30番台、及び60番台を使用する。
- 車検証の住所（使用者）が本市の自動車には、尾張小牧ナンバーが交付される。

## 交通

### 鉄道

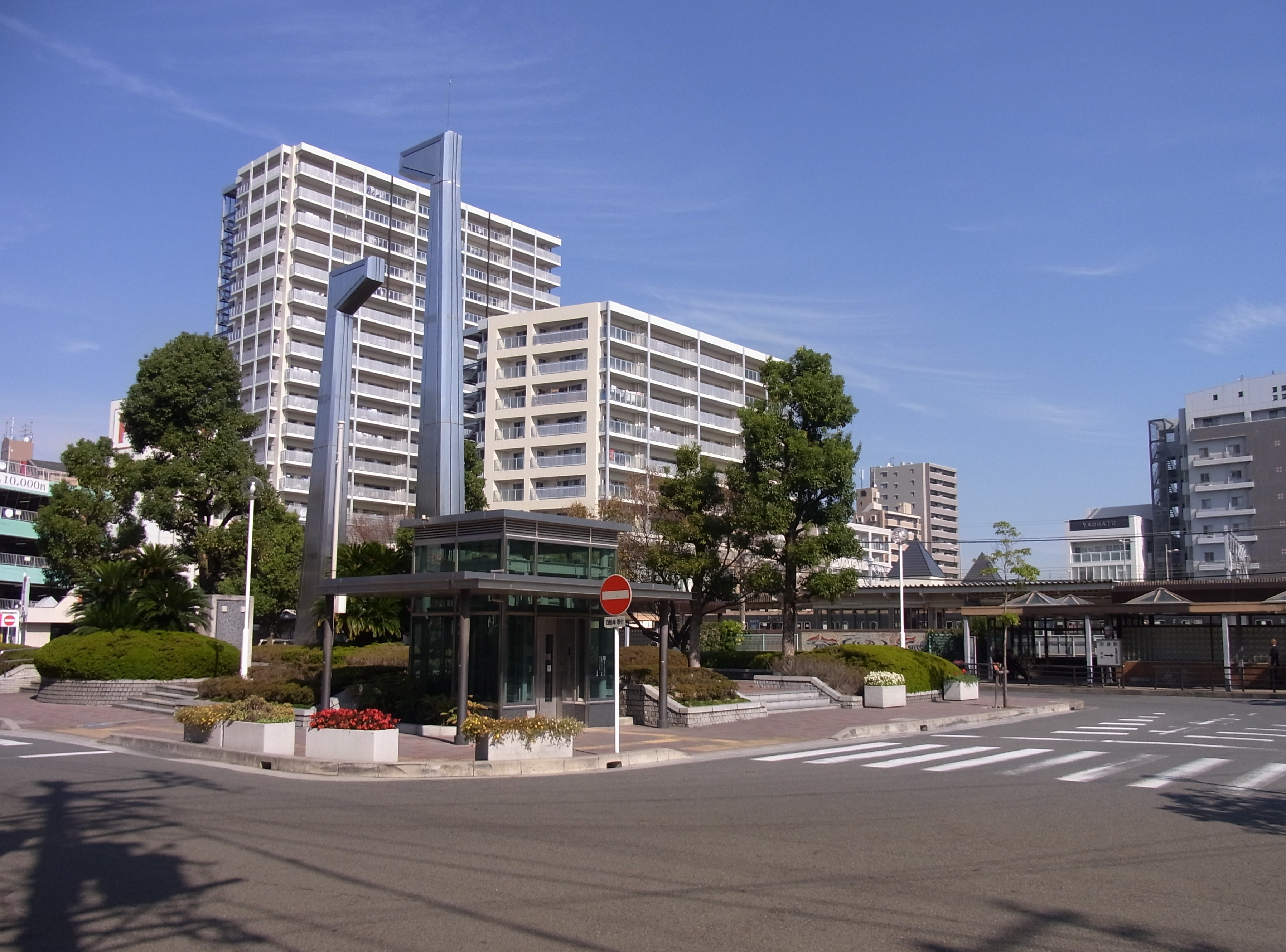
岩倉駅西口ロータリー

市の中心となる駅：岩倉駅
名古屋鉄道
犬山線：- 大山寺駅 - 岩倉駅 - 石仏駅 -

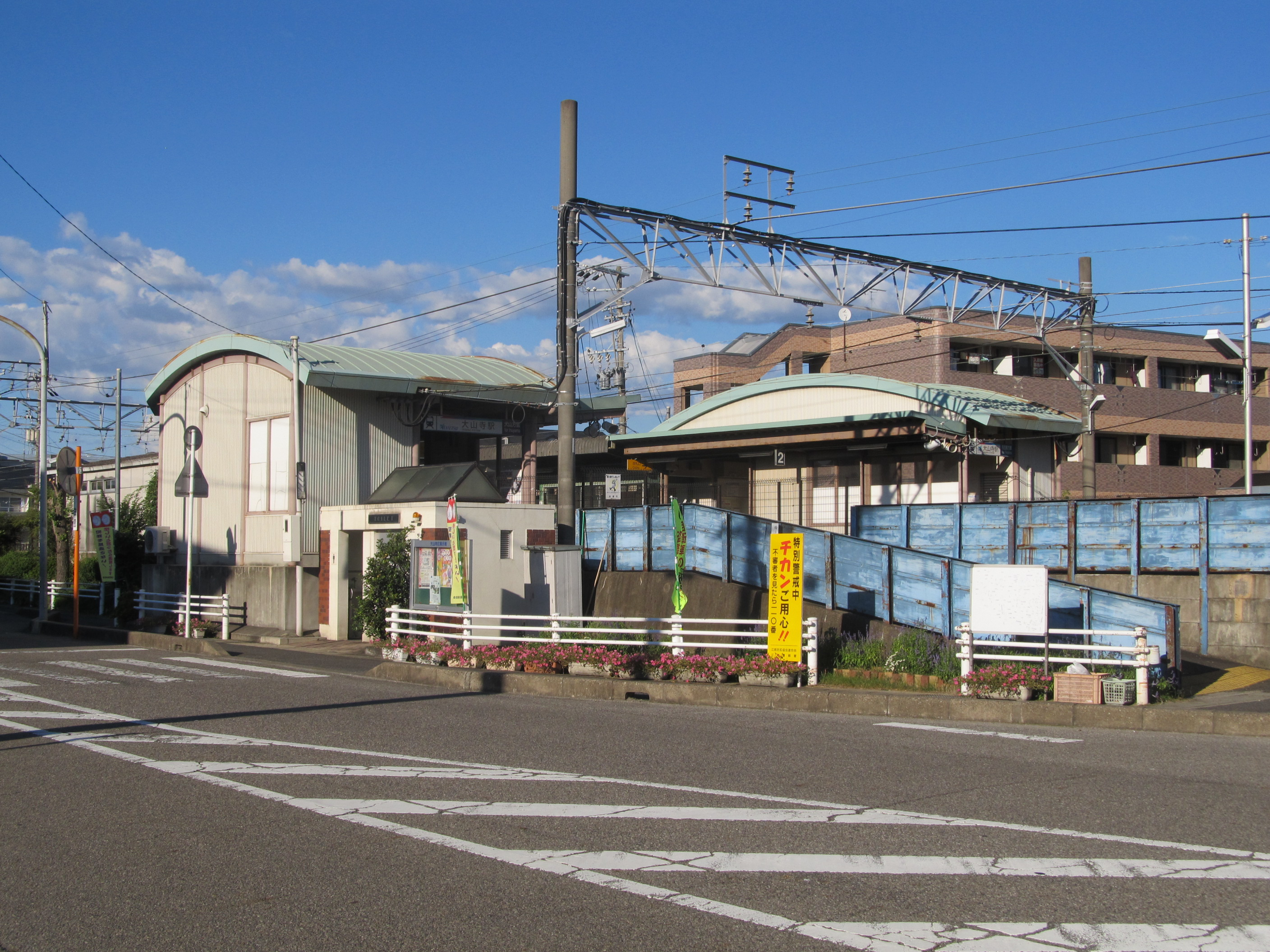
大山寺駅
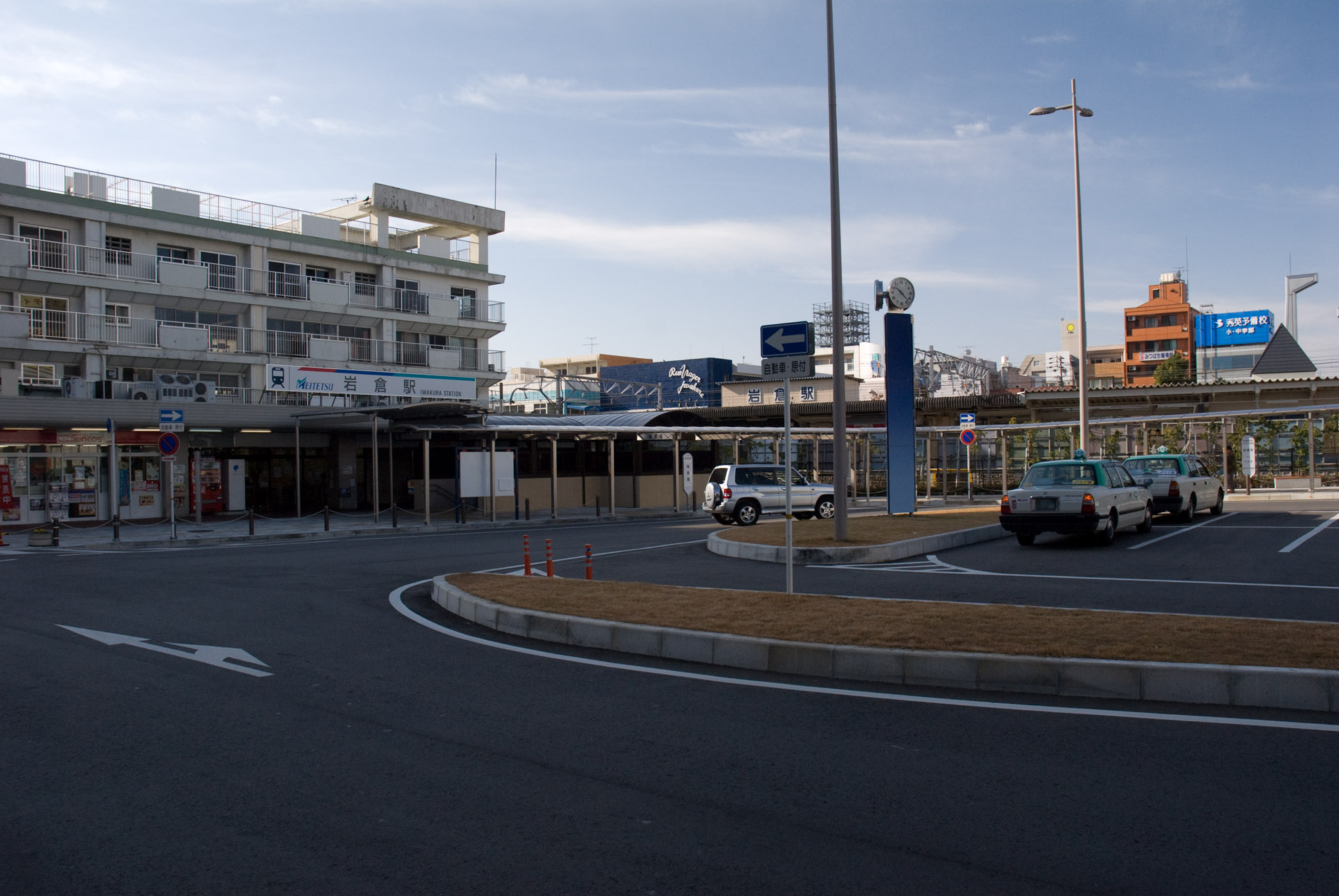
岩倉駅
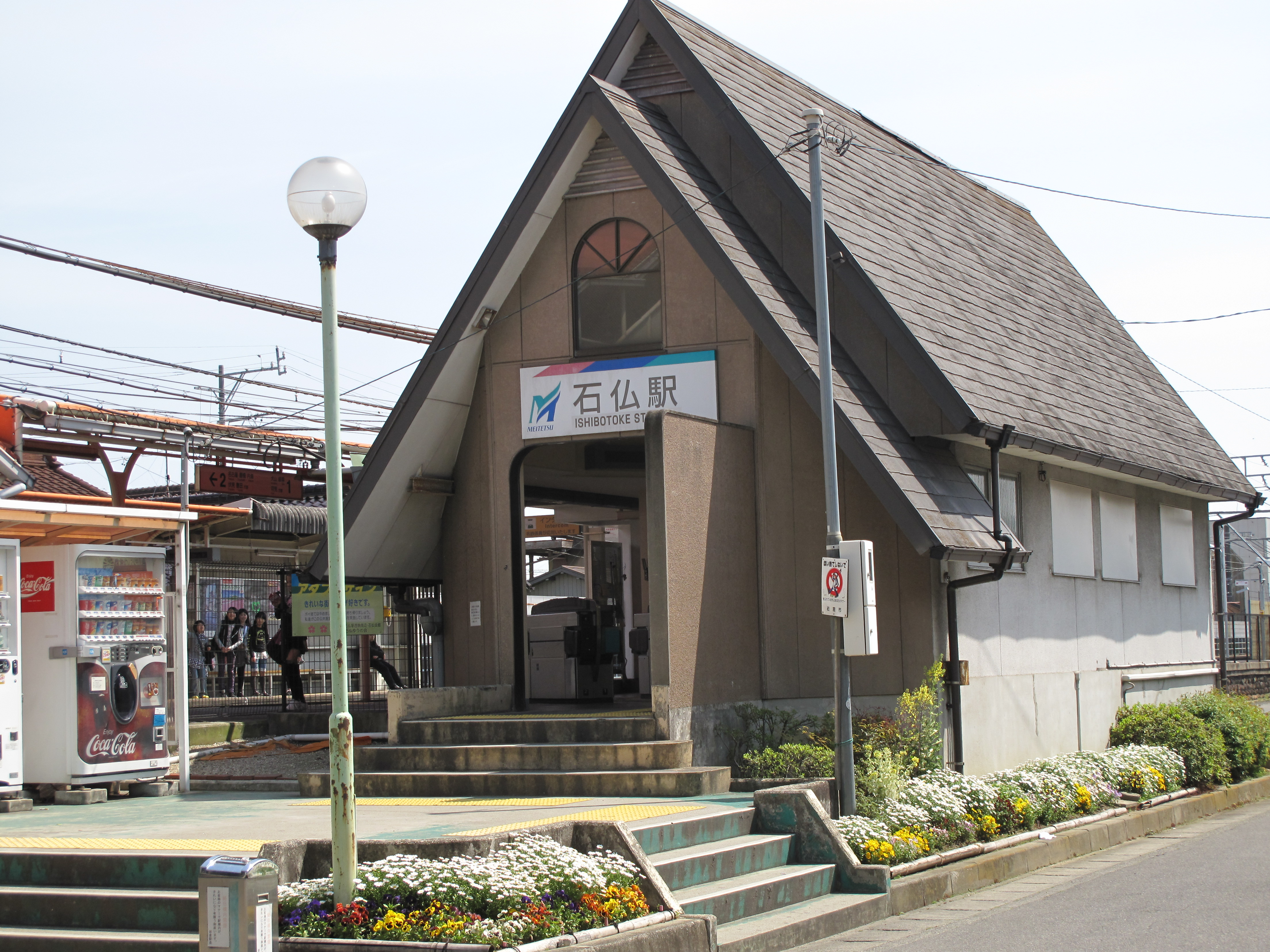
石仏駅

廃止路線
- 名古屋鉄道
  - 一宮線：岩倉駅
  - 岩倉支線：岩倉駅 - 中市場駅

廃駅
- 名古屋鉄道犬山線

岩倉-大山寺間に稲荷前駅があったが、1944年（昭和19年）に休止し、そのまま1969年（昭和44年）に廃止された。

### 路線バス
近隣の市町とは異なり、コミュニティバスは存在しない。
名鉄バス
- 岩倉駅を中心として、西の一宮市や東の小牧市へ運行している。主に廃止となった名鉄一宮線や名鉄岩倉支線の代替としての役割を担う。

### 乗合タクシー
岩倉市予約制乗合タクシー （名鉄西部交通北部・犬山タクシー・尾張北部タクシーのみで利用可能）

### 道路
高速道路
E1 名神高速道路
- 市内にはインターチェンジ等は無く、小牧ICまたは一宮ICを利用する。かつて岩倉BSがあったが、2006年（平成18年）に休止となった。

国道
国道155号
主要地方道
- 愛知県道25号春日井一宮線
- 愛知県道63号名古屋江南線（名草線）

一般県道
- 愛知県道149号浅野羽根岩倉線
- 愛知県道157号小口岩倉線
- 愛知県道166号小牧岩倉一宮線
- 愛知県道167号岩倉停車場線
- 愛知県道170号石仏停車場線
- 愛知県道460号岩倉西停車場線

## 観光

### 名称・旧跡

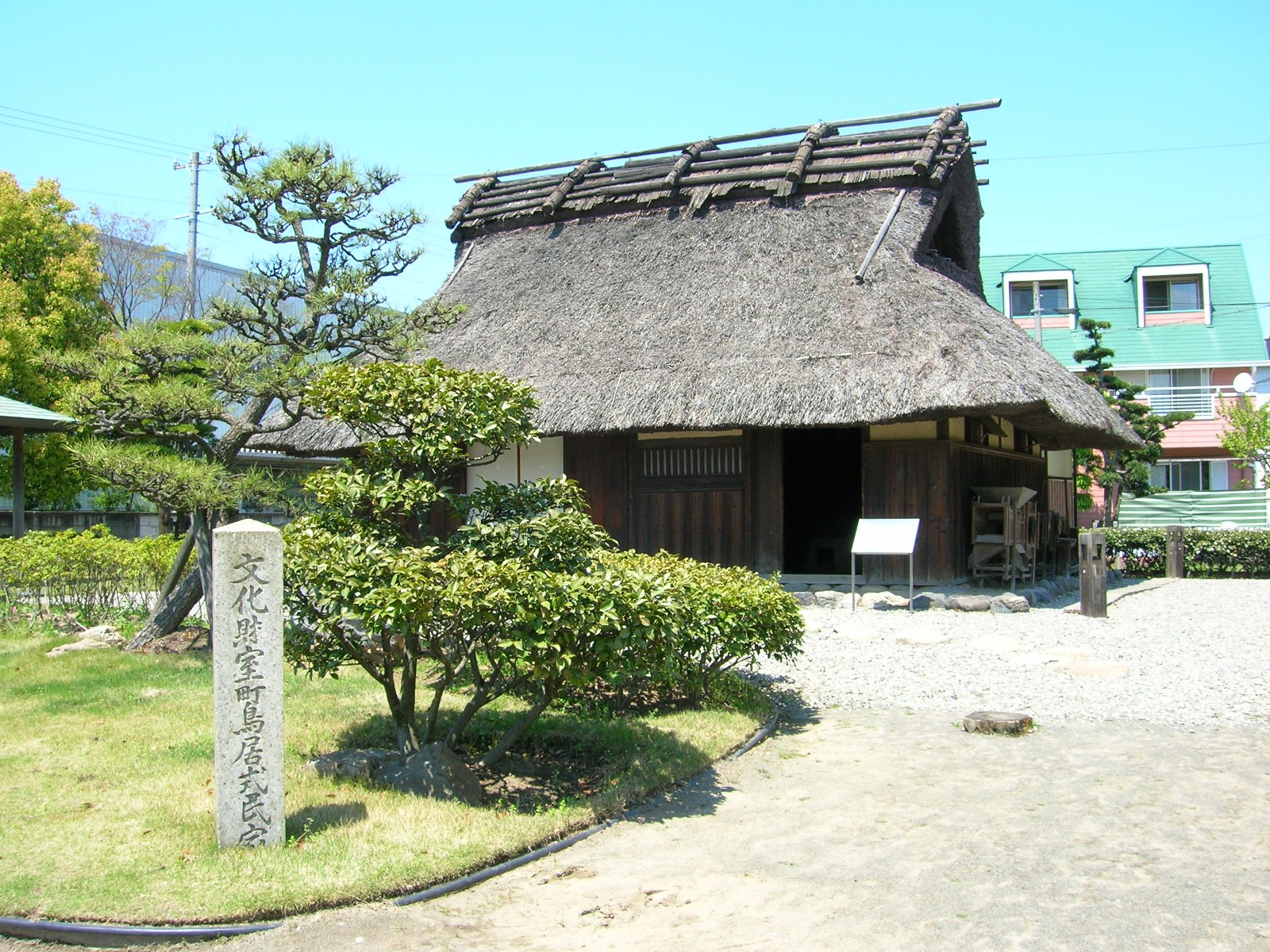
鳥居建民家（岩倉市史跡公園）

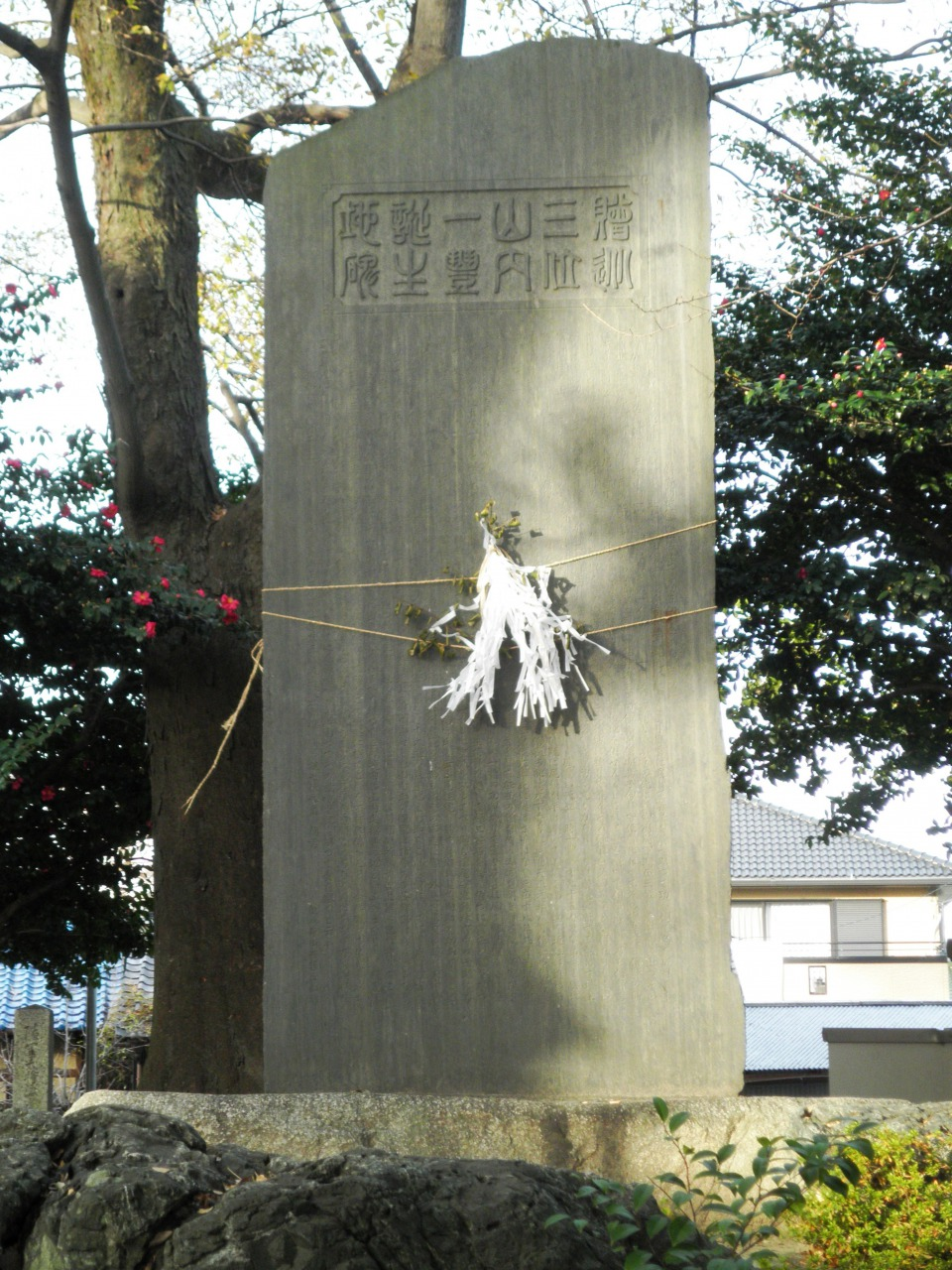
神明生田神社にある山内一豊誕生地の碑

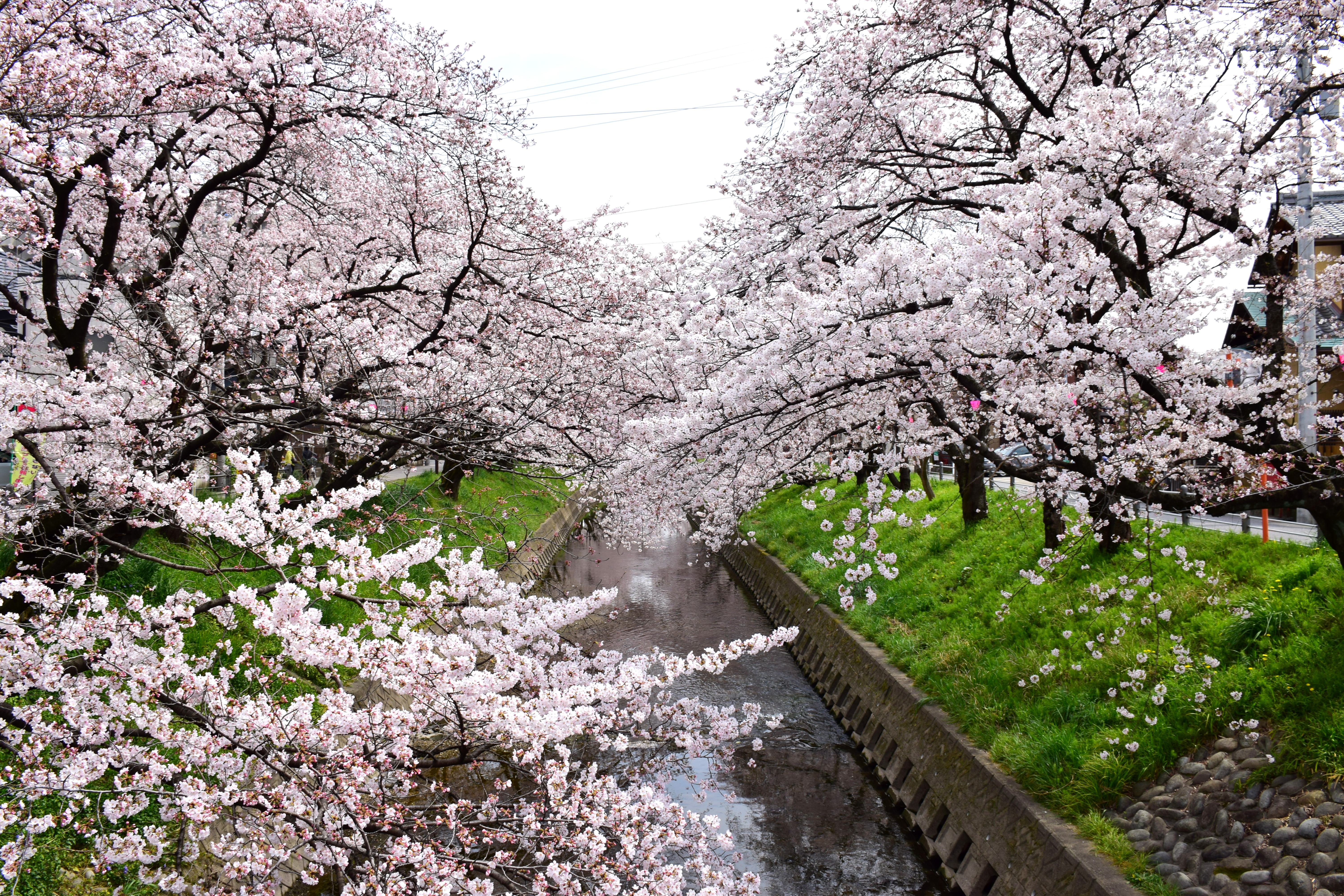
五条川桜並木

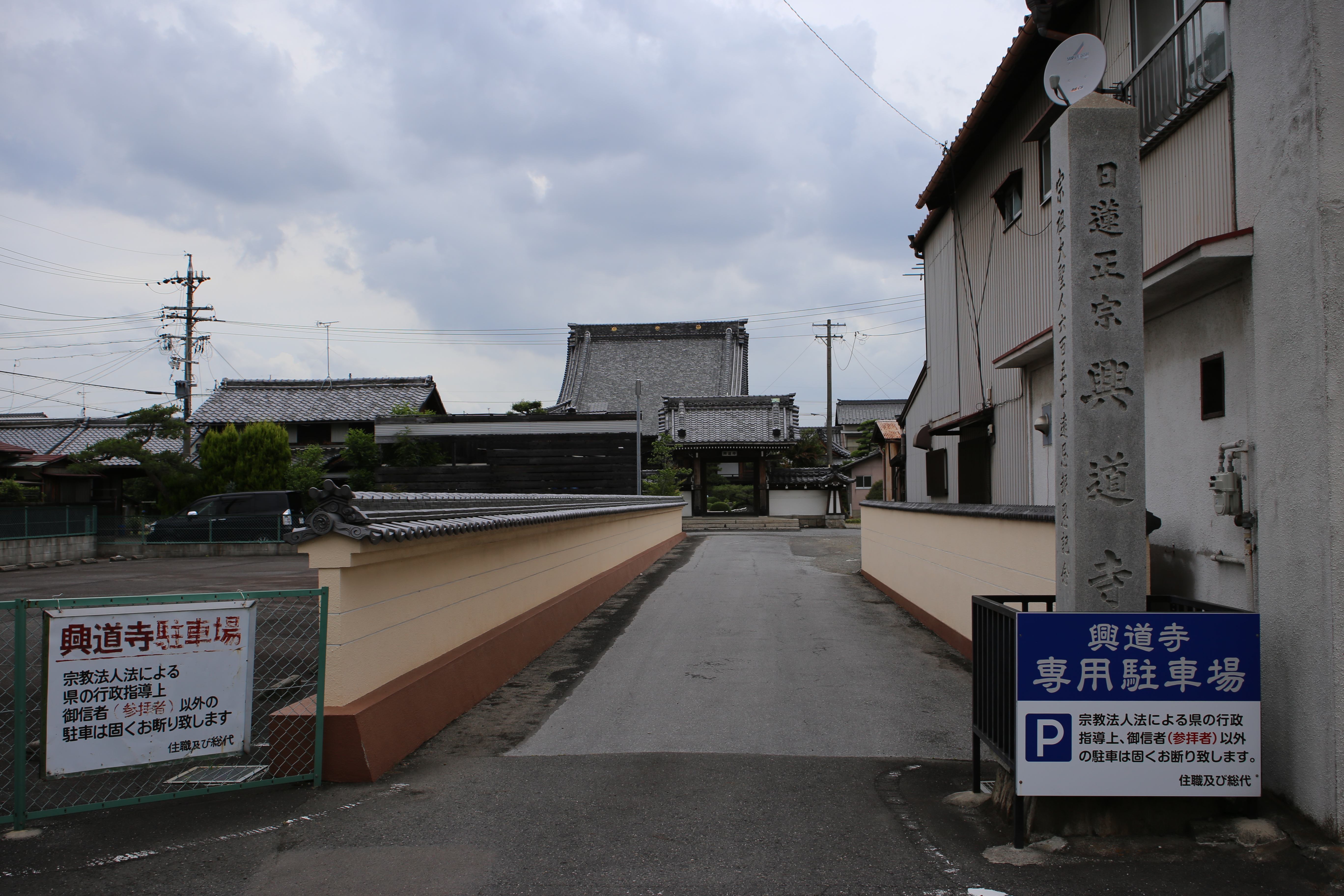
興道寺
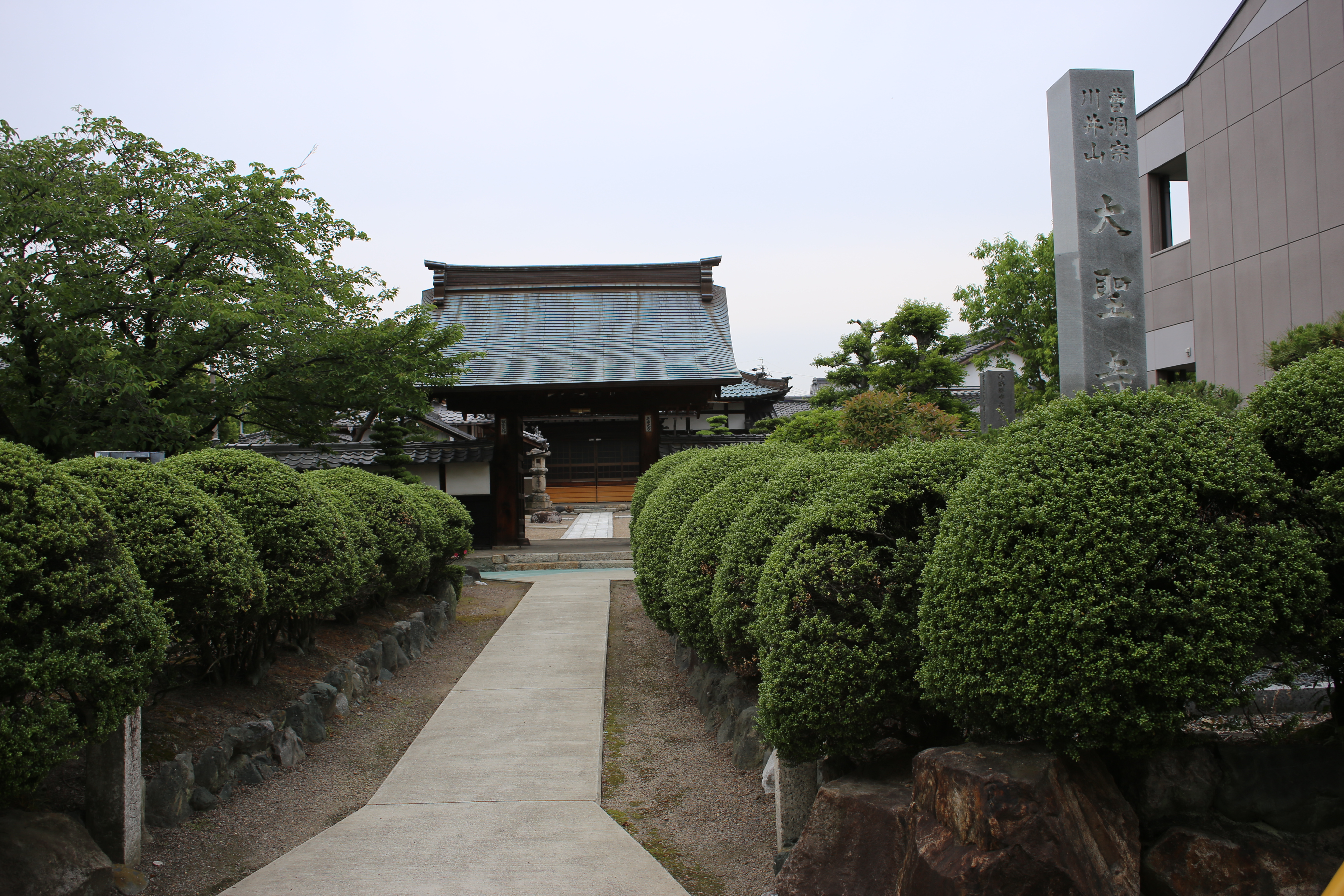
大聖寺
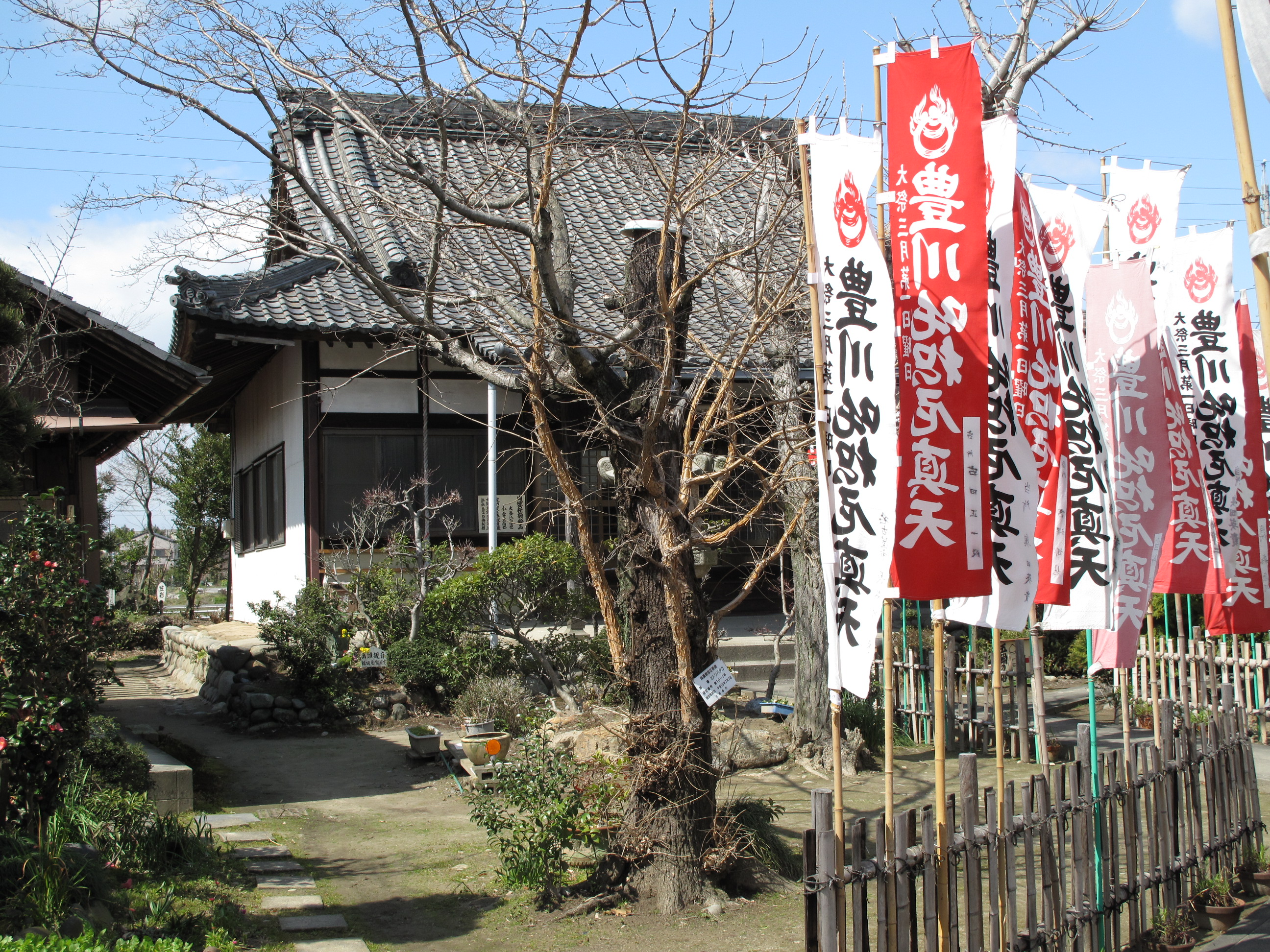
稲原寺

主な城郭
- 岩倉城：市指定史跡。
- 井上城：市指定史跡。

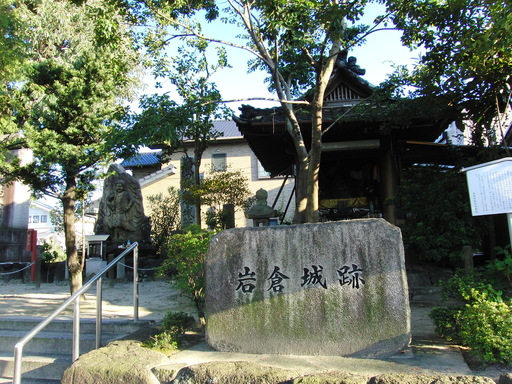
岩倉城
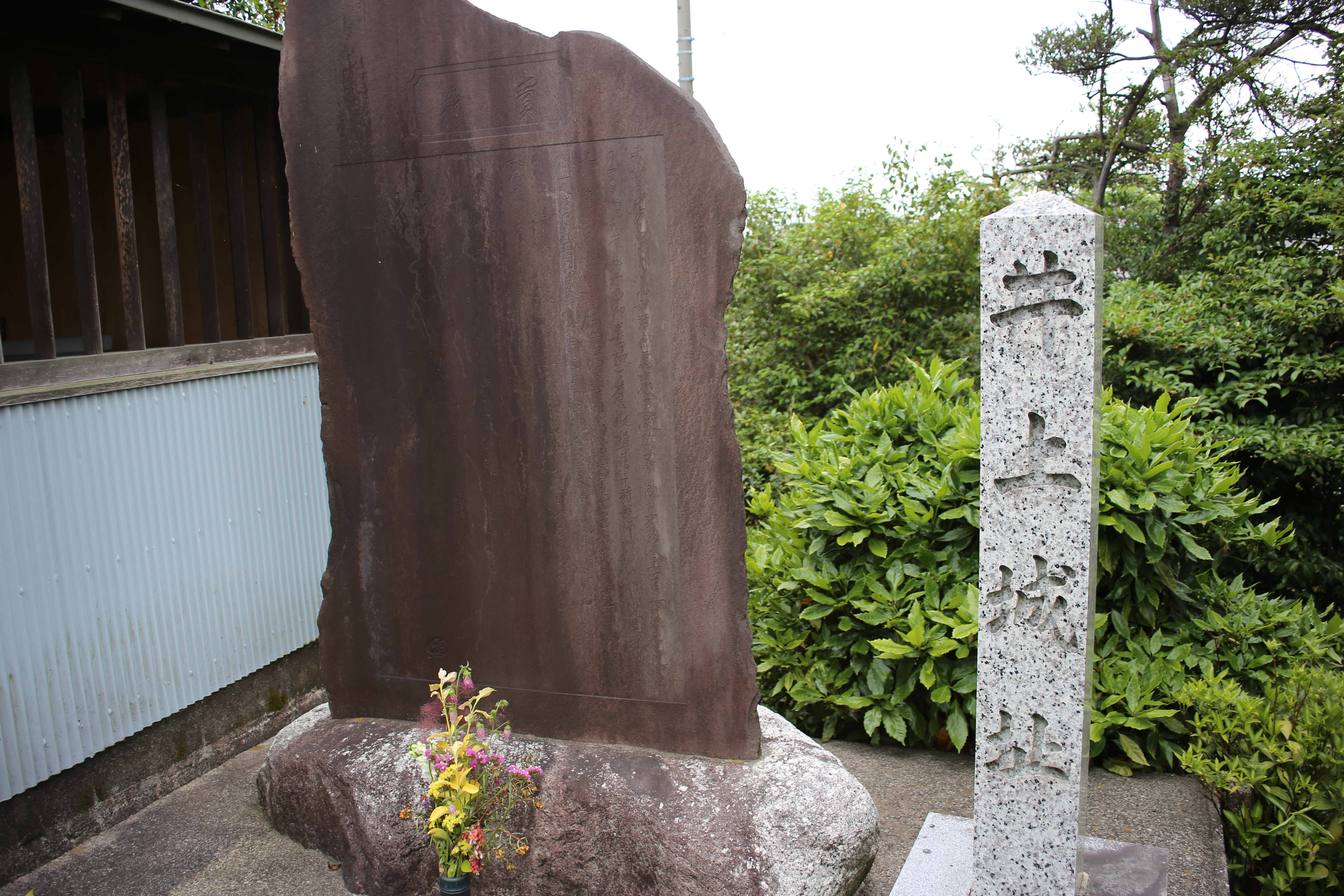
井上城

主な寺院
- 大聖寺
- 地蔵寺
- 金剛寺
- 松林寺
- 宝生寺
- 誓願寺
- 来迎寺
- 神清院
- 称名寺
- 広福寺
- 覚順寺
- 良念寺
- 浄正寺
- 大山寺教会
- 正起寺
- 證法寺
- 光禅寺
- 徳岩院
- 吉祥寺
- 高雲寺
- 松栄寺
- 円通寺
- 龍潭寺
- 宝聚院
- 大円寺
- 稲原寺
- 宝泉寺
- 向陽寺
- 光昭寺
- 長遠寺
- 興道寺

- 興道寺
- 大聖寺
- 稲原寺

主な神社
- 縣明神社
- 岩倉神社
- 八幡神社
- 神明大一社
- 神明社
- 熱田社
- 白山社
- 神明生田神社
- 熊野神社
- 八剱神社
- 津島神社
- 白髭社
- 新溝神社
- 稲荷神社
- 坂折社
- 生田神明社

### 観光スポット
主な公園
- 岩倉市史跡公園
- 岩倉市中央公園
- 辻田公園
- 岩倉トンボ池自然生態園

文化施設
- 岩倉市郷土資料室
- 舩橋楽器資料館

その他
- 五条川の桜並木（日本さくら名所100選）

## 祭事・催事
主な祭事
- のんぼり洗い（1月〜3月）
- 岩倉市桜まつり（4月）
- 山車夏まつり（8月）

## 著名な出身者
- 伊東長実（戦国大名、備中岡田藩初代藩主）
- 山内一豊（戦国大名、土佐藩初代藩主 一宮市説もあり）
- 稲田植元（戦国武将、阿波徳島藩筆頭家老）
- 小川金之助（剣道十段）
- 大島忠一（元プロ野球選手）
- 大橋薫（姉）、楠桂（妹）：共に漫画家で、双子姉妹
- オスカル智（元女子プロレスラー）
- 加藤鯛一（兄）、 加藤勘十（弟）（昭和時代の政治家、労働運動家）
- 佐藤健司（政治家、滋賀県大津市長）
- 柴本浩行（声優）
- 夏すみれ（女子プロレスラー）
- 三浦秀文（元中日新聞社社長・会長、共同通信社理事会長）
- 三浦洋一（俳優）
- 川村知砂（元アイドル、東京パフォーマンスドールメンバー）
- 山川篤（フランス文学者、東京大学文学博士）
- スリル杉原（ギタリスト、元アラジンメンバー）
- 落合玄太（騎手）

### マスコットキャラクター
い～わくん
市制40周年を記念して公募により2011年（平成23年）誕生した「岩倉五条川の精」である。五条川の「のんぼり洗い」と桜名所100選に選ばれている「桜並木」をイメージしたデザインにより岩倉を全国にPRしている。誕生日は5月5日。